# Нед и Стейси
«Нед и Стейси»— американский комедийный телесериал.

## Сюжет
Главные герои находятся в фиктивном браке. Нед Дорси должен был быть женатым, чтобы получить поощрение на работе, в то время как Стейси Кольбер отчаянно негде жить, а у Неда уж очень хорошая квартира…

## В ролях

### Главные герои
- Томас Хейден Чёрч — Нед Дорси. Он женится на Стейси, чтобы получить продвижение по службе. Нед первоначально изображался эгоистом, который использует любую возможность для того чтобы вырваться вперед. Однако, со временем Нед начинает испытывать сострадание и сочувствие к своим друзьям, особенно к Стейси. В конце концов, Нед влюбляется в Стейси, но после этого шоу было отменено.
- Дебра Мессинг — Стейси Дорси. Красивая, рыжая журналистка с дипломом Брандейс. Она выходит замуж за Неда, чтобы уехать из дома родителей и жить в своей квартире с прекрасным видом на Центральный парк. Она начинает работать, как внештатный журналист, в итоге получает работу в журнале авиакомпании. Являясь невротичной особой, Стейси выступает в качестве противовеса для Неда. В конце концов, Стейси влюбляется в Неда, но шоу было отменено.
- Надя Дажани — Аманда Мойер. Сестра Стейси и жена Эрика. Она открыто критикует фиктивный брак в целом и в частности Неда. В сезоне 1 Аманда работала агентом по продаже элитной недвижимости. После того, как отношения с Недом идут не так, она переходит на работу в булочную «Кексы Аманды» (в течение 2 сезона). У неё и у Эрика есть сын по имени Говард. В отличие от Стейси Аманда сильная, хорошо организованная и циничная. Она любит Эрика и часто его провоцирует, но для того, чтобы заставить его постоять за себя или иным образом воздействовать на упущенные возможности.
- Грег Джерманн — Эрик Мойер. Муж Аманды и лучший друг Неда. Он бухгалтер в рекламной фирме Неда. Эрик мягкий человек, которого Нед всегда использует в своих целях. Эрик не возражает, так как боготворит своего друга. Он не может за себя постоять, и Аманда часто приходит на помощь, когда ситуация угрожает выйти из-под контроля.

### Второстепенные персонажи
- Гарри Гоз — Саул Колберт, отец Стейси и Аманды.
- Дори Бреннер — Эллен Колберт, мать Стейси и Аманды.
- Джеймс Карен — Патрик Киркланд, босс Неда.
- Джон Гетц — Лес Макдауэлл, коллега Неда в агентстве.
- Наталья Ногулич — Бернадетт Макдауэлл, жена Лес.
- Марсия Кросс — Диана Хантли, девушка Неда во втором сезоне.